# Илмари Салминен
Илмари Салминен (фин. Ilmari Salminen; Елимеки, 21. септембар 1902 — Коувола, 5. јануар 1986) је бивши фински атлетичар специјалиста у трчању на дуге стазе, олимпијски победник у трци на 10.000 м на Олимпијским играма 1936. у Берлину.
Салминен је постао један од најбољих дугопругаша у 1930-их година, када је почео своју међународну атлетски каријеру и на 1. Европском првенству у Торину 1934. победом на 10.000 м и узимањем бронзе на 5.000 м, постао је главни фаворит за злато на Олимпијским играма 1938. у Берлину на 10.000 м.
На Олимпијским играма у Берлину Салминен учествује у тркама на 5.000 и 10.000 метара. Прво је у финалу трке на 5.000 метара био шести са 14:39,8, а сутрадан побеђује на 10.000 метара испред својих земљака Арваа Асколе за само 2 десетинке секунде, и Волмари Исе Холоа који је био трећи.
Следеће сезоне, Салминен поставља нови светски рекорд на 10.000 м од 30:05,6. Салминеј је поставио и светски рекорд на 6 километара.
Међународну атлетску каријеру завршио је освојивши златну медаљу на 10.000 м на Европском првенству 1938. у Паризу. Наредне сезоне је се опростио од активног бављена атлетиком.
Постао је спортски радник био је на челу Организационог одброа Олимпијских игара 1952. у Хелсинкију.